# Luxembourg Science Center

Le Luxembourg Science Center est un centre de découvertes ludique situé à Differdange, dédié aux sciences et aux nouvelles technologies. Inauguré en octobre 2017, il comprend aujourd'hui plus de 80 stations interactives et une multitude de « Science Shows » spectaculaires sur différents thèmes : mécanique, électricité, magnétisme, fluides basses températures, les matériaux, l'optique, l'acoustique et l'astronomie. Le musée est ouvert tous les jours au public.

## Objectifs
Les sciences et les technologies sont souvent abordées d’une façon trop abstraite ou trop académique. L'ambition est de présenter ces sujets d’une manière claire et accessible au grand public en mettant la théorie en pratique par une approche amusante et interactive.

### Collaboration avec les écoles & lycées
Le Luxembourg Science Center collabore activement avec les écoles / universités du pays et de la grande région.
Les médiateurs et enseignants y ont accès à une collection d’outils et stations expérimentales qui permettent de rendre plus concrètes les matières étudiées en classe. Des outils et installations que les institutions scolaires n’ont souvent pas à leur disposition dans leurs locaux.

## Historique
Le projet de centre scientifique luxembourgeois a débuté avec le classement de deux monuments nationaux sur le site d'ArcelorMittal à Differdange : l'usine Groussgasmaschinn, classée en août 2007, et le bâtiment adjacent (centrale à gaz), classé en novembre 2018.
En mai 2016, les travaux d'aménagement du bâtiment « Léierbud » destiné à accueillir le centre scientifique ont débuté, menant à son ouverture officielle en octobre 2017.
En juin 2018, le projet ESERO Luxembourg (European Space Education Resource Office) a été lancé : un programme de formation continue pour les enseignants et de sensibilisation aux STIM, financé par l'Agence spatiale européenne, l'Agence spatiale luxembourgeoise et le ministère de l'Éducation nationale.
Un planétarium de 20 mètres a été inauguré en décembre 2021.
En septembre 2024, le directeur Nicolas Didier est licencié par le Conseil d'Administration, en raison de problèmes de gouvernance révélés par la presse,.
En juin 2025, une nouvelle direction est présentée à la presse,.